# اگزوجنسیس: سمفونی
اگزوجنسیس: سمفونی (به انگلیسی: Exogenesis: Symphony)، که بیشتر با نام اگزوجنسیس شناخته می‌شود، یک ترانه از گروه آلترناتیو راک انگلیسی، میوز است که در سال ۲۰۱۰ و در پنجمین آلبوم استودیویی آن‌ها به نام مقاومت قرار گرفت. این ترانه از سه موومان به نام‌های «پیش‌درآمد»، «دگر گرده‌افشانی» و «رستگاری» تشکیل شده‌است که در انتهای آلبوم به عنوان سه قطعه مجزا حضور دارند.